# Tam Thể
Tam Thể (tiếng Hoa: 三体; Bính âm Hán ngữ (Bính): sān tǐ, tiếng Anh: The Three-Body Problem) là quyển tiểu thuyết khoa học viễn tưởng của nhà văn người Trung Quốc Lưu Từ Hân. Tên sách phỏng theo Bài toán ba vật thể trong Cơ học. Tuy đây chỉ là cuốn đầu tiên trong bộ ba (Tam bộ khúc - Triology) Chuyện cũ Trái Đất (tiếng Hoa: 地球往事, Hán Việt: Địa cầu vãng sự, tiếng Anh: Remembrance of Earth's Past), nhưng người đọc Trung Quốc thường gọi cả bộ sách là Tam Thể. Quyển hai và ba trong bộ tiểu thuyết tên là Khu rừng đen tối (tiếng Anh: The Dark Forest, tiếng Hoa: 黑暗森林; Hán-Việt: Hắc ám sâm lâm) và Tử thần sống mãi (tiếng Anh: Death's End, tiếng Hán: 死神永生, bính âm: Sǐshén yǒngshēng; Hán-Việt: Tử thần vĩnh sinh). Ba cuốn tiểu thuyết kể về quá trình bắt đầu đến hội nhập của nền văn minh Trái Đất với vận mệnh của vũ trụ.
Tác phẩm được đăng nhiều kỳ trên tập san Thế giới Khoa học viễn tưởng vào năm 2006 và được xuất bản thành sách năm 2008. Quyển sách đã trở thành một trong các tiểu thuyết khoa học viễn tưởng ăn khách nhất ở Trung Quốc. Năm 2006, quyển tiểu thuyết được trao Giải thưởng Ngân hà, là giải thưởng dành cho tiểu thuyết khoa học viễn tưởng nức tiếng nhất của Trung Quốc. Bộ phim cùng tên Tam Thể được phổ từ tiểu thuyết được chế tác ở Trung Quốc vào năm 2015, nhưng bị tạm dừng ngay sau đó.
Năm 2014, quyển tiểu thuyết được nhà văn Lưu Vũ Côn dịch sang tiếng Anh và được Tor Books xuất bản, trở thành quyển tiểu thuyết châu Á đầu tiên được Giải thưởng Hugo Tiểu thuyết hay nhất, và được đề cử cho Giải thưởng Nebula Tiểu thuyết hay nhất.
Trong cuốn một, viễn cảnh được đặt ra là Trái Đất đang đợi quân xâm lược đến từ hệ sao Trisolaris, một hệ sao gần Mặt Trời nhất bao gồm ba ngôi sao quay quanh nhau một cách ngẫu nhiên, có một hành tinh giống Trái đất di chuyển giữa chúng và phải chịu điều kiện khắc nghiệt của nóng và lạnh, cùng với nó là sự hủy diệt lặp đi lặp lại của nền văn minh trên hành tinh.

## Hoàn cảnh
Lưu Từ Hân bắt đầu gửi đăng các tác phẩm của ông ta ở tập san Thế giới Khoa học viễn tưởng từ năm 1999. Khi tác phẩm ngắn mang tên "Ngọn núi" của ông xuất hiện vào năm 2006, nhiều độc giả bày tỏ sự mong muốn rằng ông ấy sẽ viết tiểu thuyết. Do đó Lưu Từ Hân quyết định thay vì viết truyện ngắn, ông ấy đã chọn viết tiểu thuyết. Khi không bận rộn, ông ấy viết từ ba đến năm nghìn từ mỗi ngày, và mỗi quyển sách của ông mất độ một năm để viết xong. Tác phẩm đầu tiên "Tam thể" được đăng nhiều kỳ trên tập san Thế giới Khoa học viễn tưởng từ Tháng Năm đến tháng Mười Hai năm 2006. Tác phẩm đã nhận được những phản hồi tích cực từ độc giả và đã được xuất bản thành sách sau đó.
Nhà tiểu thuyết khoa học viễn tưởng người Mỹ gốc Hoa Lưu Vũ Côn đã dịch quyển Tam Thể sang tiếng Anh. Bản dịch được thêm nhiều chú thích về các tình tiết lịch sử Trung Quốc mà người đọc nước ngoài có thể không biết. Một sự thay đổi đáng chú ý ở bản dịch này là các chương viết về Cách mạng Văn hóa được đưa lên làm phần mở đầu như là một lời giới thiệu. Tác giả Lưu Từ Hân vốn muốn mở đầu với chương này trong nguyên tác nhưng do nhà xuất bản sợ quyển sách không qua được ải kiểm duyệt của chính quyền Trung Quốc nên đã đưa vào ở phần sau.

## Cốt truyện
Truyện nhảy giữa ngược dòng, hồi tưởng và hiện tại. Dưới đây là tình tiết theo thứ tự trước sau.
Trong cuộc Cách mạng Văn hóa, Diệp Văn Khiết, sinh viên tốt nghiệp ngành vật lý học thiên văn của Trường đại học Thanh Hoa, thấy tận mắt cha cô bị Hồng Vệ binh từ Trường trung học Thanh Hoa đánh chết trong phiên phê phán đấu tranh, được cả mẹ lẫn em gái tán thành. Khiết bị vu là kẻ phản bội và phải đi lao động ở Nội Mông. Nơi đây, cô kết bạn với nhà báo chính phủ và cô đồng ý viết giùm y bức thư gửi chính phủ nêu một cách chi tiết các gợi ý chính sách dựa trên quyển Mùa xuân vắng lặng mà cô đã đọc. Tuy nhiên, Khiết đã bị nhà báo này phản bội và cô bị khép án tù sau khi bức thư bị chính phủ xem xét là phiến động (phản động). Trong tù, cô được hai nhà vật lý quân sự là Dương Vệ Ninh và Lôi Chính Thành giải thoát. Ninh và Thành làm việc cho Dự án Hồng Ngạn, một chương trình bí mật của quân đội Trung Quốc muốn dùng sóng điện vô tuyến tần số cao làm hỏng các vệ tinh do thám mà cần kiến thức chuyên ngành của Khiết. Cô phát hiện rằng sóng vô tuyến có thể được khuếch đại bằng cách lợi dụng các hốc vi sóng trong mặt trời. Bằng cách này, Khiết đã sử dụng mặt trời như một ăn-ten phát sóng và gửi một thông điệp ra ngoài vũ trụ.
Tám năm sau, trong khi sống một cuộc sống không có tình yêu với người chồng là Ninh, Khiết nhận được tin nhắn từ một người đến từ hành tinh Tam Thể, cảnh báo rằng cô không nên hồi âm, nếu không thì người Tam Thể sẽ định vị và xâm lược Trái Đất. Người ngoài hành tinh này cũng mô tả môi trường và lịch sử xã hội của thế giới Tam Thể. Nhưng vì bất mãn với sự hỗn loạn chính trị và chán ghét loài người nên Khiết đã bất chấp cảnh báo này và mời họ đến Trái Đất để giúp giải quyết các vấn đề của Trái Đất. Cô giết Ninh và Thành để giữ kín thông điệp của người ngoài hành tinh.
Sau khi Cách mạng Văn hóa đã chấm dứt, Khiết về Trường đại học Thanh Hoa làm giáo sư. Cô gặp Mike Evans, là con trai của Giám đốc điều hành công ty dầu lớn nhất trên thế giới.  Mike Evans  là một người chủ trương bảo vệ môi trường và các giống loài động vật khác. Thấy Evans cũng hận loài người đang không ngừng tàn phá môi trường, Khiết thổ lộ các bí mật đã xảy ra ở Hồng Ngạn với anh. Evans dùng khối tiền khổng lồ được để lại từ cha của anh ta để thuê người và mua chiếc tàu khổng lồ và sau đó anh biến nó thành một trạm thu phát sóng vô tuyến tần số cao tương tự như cơ sở Hồng Ngạn và giao tiếp với thế giới Tam Thể. Khi nhận được tin từ thế giới Tam Thể và chứng thực câu chuyện của Khiết, Evans thành lập Tổ chức Tam Thể Địa Cầu (ETO) nửa kín nửa mở làm nội gián cho người Tam Thể và chỉ định Khiết làm người cầm đầu. Thế giới  Tam Thể cũng báo rằng một hạm đội Tam Thể đã khởi hành và sẽ đến Trái Đất sau 450 năm nữa. Tổ chức ETO đã kếp nạp nhiều nhà khoa học, quan chức cấp thấp và những người có học thức khác làm thành viên, tất cả những người này đều thất vọng với thế giới. Tổ chức ETO xây dựng được đội quân riêng và thậm chí còn chế tạo ra các vũ khí hạt nhân nhỏ. Tuy nhiên Evans vẫn giữ quyền quản lý phần lớn tiền bạc, nhân lực, vật liệu đồng thời che giấu, bóp méo những thông tin đến từ hành tinh Tam Thể. Tổ chức ETO cũng chia thành ba phe phái: phe Đổ Bộ do Evans lãnh đạo, muốn người Tam Thể tiêu diệt toàn nhân loại; phe Cứu Thế do Thân Ngọc Phi lãnh đạo, muốn giúp người Tam Thể tìm lời giải cho Bài toán ba vật thể, giúp hành tinh này tránh được khí hậu nóng lạnh khắc nghiệt do 3 mặt trời tạo ra; phe Sống sót, họ hy vọng hậu duệ của loài người sau khi chiến bại có thể sống sót và chung sống với người Tam Thể.
Hiện tại, Uông Diểu là giáo sư công nghệ nano được mời hợp tác cùng Sử Cường là tay thám tử xảo quyệt để điều tra cái chết đáng ngờ của vài nhà khoa học. Họ nhận thấy rằng chính phủ của các nước đang liên lạc chặt chẽ với nhau và đã tạm gác hiềm khích để chuẩn bị cho chiến tranh. Những ngày sau đó, Diểu trải qua những ảo giác quái lạ. Ông thấy mọi người đều chơi trò chơi điện tử thực tế ảo tinh vi tên là Tam thể — do ETO tạo ra làm công cụ tuyển mộ — mà bản thân ông cũng bắt đầu chơi. Tam thể mô tả hành tinh có khí hậu biến đổi ngẫu nhiên giữa các kỷ nguyên Hằng định và kỷ nguyên Hỗn loạn. Vào mỗi kỷ nguyên Hỗn loạn, thời tiết thay đổi khó lường giữa cực lạnh và cực nóng, có lúc trong chỉ trong  vài phút. Những người ở hành tinh này cố tìm cách dự đoán thời điểm xảy ra của những kỷ nguyên Hỗn loạn để có thể thích nghi tốt hơn. Khác với con người, chúng có khả năng đặc biệt là tự thoát nước thành những cái xác khô để tránh thời loạn và nếu cần, người khác sẽ giúp chúng tái cấp nước để chúng có lấy lại thân mình. Các nhân vật giống Aristotle, Mặc Tử, Newton và những người khác đều cố dự đoán khí hậu và đều thất bại trong lúc nhiều nền văn minh nổi dậy và đều bị đại họa xóa sổ. Diểu được hoan nghênh vì đã chỉ ra nguyên nhân của việc khí hậu thay đổi đột ngột: (1)  Hành tinh Tam Thể có ba mặt trời, (2) các mặt trời có cấu tạo khác nhau và khi chúng ở rất xa hành tinh mặt trời được trông thấy như một ngôi sao bay, (3) kỷ nguyên Hằng định xảy ra khi hai trong ba mặt trời phải ở một khoảng cách đủ xa và hành tinh xoay quanh mặt trời còn lại, (4) kỷ nguyên Hỗn loạn xảy ra khi hành tinh bị tác động bởi lực hấp dẫn của nhiều hơn một mặt trời, (5) những cơn bão lửa xuất hiện khi hai hoặc ba mặt trời rất gần hành tinh, (6) trông thấy ba ngôi sao bay cũng đồng nghĩa với ba mặt trời đã bay rất xa hành tinh và do đó khí hậu sẽ cực lạnh, (7) nếu ba mặt trời nằm ở vị trí thẳng hàng về một phía so với hành tinh thì hành tinh sẽ bị lực hấp dẫn kéo về phía mặt trời gần nhất. Trò chơi cho thấy người Tam Thể xây dựng những phi thuyền và khởi hành xâm lược Trái Đất. Họ tin rằng quỹ đạo ổn định ở Trái đất sẽ mang đến sự thịnh vượng chưa từng có đến đây và sẽ giúp họ thoát khỏi sự huỷ diệt đang xảy ra trên hành tinh Tam Thể.
Diểu được kết nạp vào ETO ông đã bí mật thông báo cho Sử Cường một cuộc họp sắp diễn ra của ETO, tại đây xảy ra cuộc đụng độ giữa Quân đội Giải phóng Nhân dân và ETO, tại đây Khiết bị bắt giữ. Sau đó, quân đội Trung Quốc và Mỹ hợp tác dưới sự chỉ huy của đại tá Stanton đã phục kích tàu của Evans ở khi chiếc tàu này đi qua kênh đào Panama. Để ngăn thuyền viên phá huỷ các cuộc đối thoại với người Tam Thể, Sử Cường gợi ý dùng dây tóc bằng vật liệu nano của Diểu để tạo hàng rào chắn ngang kênh đào và nhanh chóng cắt chiếc tàu thành nhiếu lát và giết tất cả mọi người trên tàu, riêng dữ liệu lưu trữ và máy tính bị cắt có thể được khôi phục sau này. Bằng những dữ liệu thu được, nhiều sự thật đã được phơi bày. Người Tam Thể có nền khoa học công nghệ cực kỳ chuyên sâu giúp họ tạo ra những siêu máy tính 11 chiều mà họ gọi là các Hạt trí tuệ. Khi những Hạt trí tuệ này khai triển ở trạng thái 3 chiều thì thể tích của chúng chỉ tương đương bằng một proton của nguyên tử. Hai trong số những Hạt trí tuệ này được gửi đến Trái đất để gây ra những ảo giác và làm gián điệp ở mọi nơi trên Trái đất và cũng làm nhiễu loạn thông tin trong các máy gia tốc hạt ở Trái đất. Người Tam Thể sợ rằng nhân loại có thể phát triển công nghệ cao để chống lại cuộc xâm lược, do đó họ đã âm mưu gửi những Hạt trí tuệ này để gây nhiễu loạn các máy gia tốc hạt của ở Trái đất, khoá cứng nền khoa học mũi nhọn này trong khi Hạm đội của họ đang trên đường tiến đến Trái đất. Khi đến Trái đất, các Hạt trí tuệ đã ra sức tạo ra những ảo giác trong các thực nghiệm khoa học của loài người, làm sai lệch đi kết quả và khiến loài người trở nên hoài nghi khoa học. Khi mưu kế bị bại lộ, thông qua các Hạt trí tuệ này, người Tam Thể đã gửi một thông điệp đến đến Quân đội Giải phóng Nhân dân: "Chúng mày là sâu bọ!" và cắt mọi liên lạc.
Khiết hiện đang bị giam giữ, cô được phép đến thăm căn cứ Hồng Ngạn và suy ngẫm về những lựa chọn trong quá khứ của cô. Đứng ở căn cứ Hồng Ngạn nhìn mặt trời dần khuất, cô ấy tự nhủ rằng kể từ đây nhân loại bắt đầu bước sang một trang mới. Sử Cường tìm thấy Diểu và các đồng nghiệp đang đắm chìm trong rượu và chán nản, anh đã thức tỉnh họ bằng cách chở họ về ngôi làng quê hương của anh ta ở Đông Bắc Trung Quốc. Tại đây, Sử Cường đã nói rằng, bất chấp con người tiêu diệt bằng mọi cách, những con châu chấu với đầu óc đơn giản vẫn cứ tiếp tục sống và sinh sôi. Với sự bừng tỉnh cùng với những hy vọng mới, Cường và Diểu trở lại Bắc Kinh góp tay vào kế hoạch chống lại quân xâm lược của người Tam Thể.

## Nhân vật

### Gia đình họ Diệp
- Diệp Triết Thái 叶哲泰 – Nhà vật lý học, giáo sư Trường đại học Thanh Hoa, bị giết trong phiên phê phán đấu tranh vào Cách mạng Văn hóa
- Thiệu Lâm 绍琳 – Nhà vật lý học, vợ của Diệp Triết Thái
- Diệp Văn Khiết 叶文洁 – Nhà vật lý học thiên văn, con gái của Diệp Triết Thái, người đầu tiên liên lạc với người Tam Thể, về sau trở thành lãnh tụ tinh thần của ETO
- Diệp Văn Tuyết 叶文雪 – Em gái của Diệp Văn Khiết, học sinh Trường trung học Thanh Hoa, một Hồng Vệ binh hăng hái, bị giết trong một trận xung đột bè phái

### Cơ sở Hồng Ngạn
- Lôi Chí Thành 雷志成 – Chính ủy ở cơ sở Hồng Ngạn, tuyển Diệp Văn Khiết, bị Khiết giết.
- Dương Vệ Ninh 杨卫宁 – Kỹ sư trưởng ở Hồng Ngạn, từng là sinh viên của Diệp Triết Thái, sau này là chồng của Diệp Văn Khiết, bị Khiết giết.

### Hiện tại
- Uông Diểu 汪淼 – Nhà nghiên cứu vật liệu nano, thành viên Viện khoa học Trung Quốc
- Dương Đông 杨冬 – Nhà vật lý về lý thuyết dây, con gái của Diệp Văn Khiết và Dương Vệ Ninh, sau này tự sát
- Đinh Nghi 丁仪 – Nhà vật lý học lý thuyết, bạn trai của Dương Đông
- Sử Cường 史强 – Thám tử cảnh sát, chuyên gia chống khủng bố, có biệt danh là Đại Sử 大史
- Thường Vĩ Tư 常伟思 – Đại tướng Quân đội Giải phóng Nhân dân
- Thân Ngọc Phi 申玉菲 – Nhà vật lý học người Hoa kiều Nhật Bản, thành viên của Hội khoa học không biên giới
- Ngụy Thành 魏成 – Thần đồng toán học, ở ẩn, chồng của Thân Ngọc Phi
- Phan Hàn 潘寒 – Nhà sinh vật học, bạn/người quen của Thân Ngọc Phi và Ngụy Thành, thành viên Hội khoa học không biên giới
- Sa Thụy Sơn 沙瑞山 – Nhà thiên văn học, sinh viên của Diệp Văn Khiết
- Mike Evans – con trai của phú hào dầu, nguồn tài trợ chính của ETO
- Đại tá Stanton – Sĩ quan của Đội Lục chiến Hoa Kỳ, chỉ huy của Kế hoạch Guzheng

## Giải thưởng
| Giải thưởng                                                                        |             |
| ---------------------------------------------------------------------------------- | ----------- |
| Giải Ngân hà năm 2006                                                              | Được thưởng |
| Giải thưởng Hugo Tiểu thuyết hay nhất năm 2015                                     | Được thưởng |
| Giải thưởng Nebula Tiểu thuyết hay nhất năm 2014                                   | Được đề cử  |
| Giải thưởng Locus Tiểu thuyết Khoa học ảo tưởng hay nhất năm 2015                  | Được đề cử  |
| Giải Prometheus năm 2015                                                           | Được đề cử  |
| Giải thưởng kỷ niệm John W. Campbell năm 2015                                      | Được đề cử  |
| Giải Kurd-Laßwitz-Preis Tiểu thuyết khoa học ảo tưởng nước ngoài hay nhất năm 2017 | Được thưởng |
| Giải thưởng Premio Ignotus Tiểu thuyết nước ngoài năm 2017                         | Được thưởng |
| Đại thưởng hư cấu Tiểu thuyết nước ngoài năm 2017                                  | Được đề cử  |

## Phản ứng
Tháng 12 năm 2019, báo The New York Times cho rằng Tam Thể đã truyền bá khoa học viễn tưởng Trung Quốc ra cả thế giới, một phần nhờ bản dịch tiếng Anh của Lưu Vũ Côn cùng sự khen ngợi của tác giả George RR Martin, người sáng lập Facebook Mark Zuckerberg, và cựu tổng thống Hoa Kỳ Barack Obama. Obama xét quyển tiểu thuyết là có phạm vi "rộng lớn", và cảm thấy rằng quyển sách "thú vị, một phần vì so với tình tiết truyện thì tranh chấp ngày ngày của tôi với Quốc hội tương đối lặt vặt".
Kirkus Reviews nhận xét rằng "về khía cạnh ý tưởng và phát triển tình tiết, quyển tiểu thuyết giống các tác phẩm hàng đầu của Arthur C. Clarke hoặc Larry Niven, nhưng có góc nhìn — tình tiết, bí ẩn, âm mưu, giết người, tiết lộ, vân vân — thấm đẫm văn hóa và chính trị vô cùng xa lạ với phần lớn người đọc phương Tây, được cước chú (chú thích) của dịch giả Vũ Côn giải thích một cách thuận tiện." Joshua Rothman của tạp chí The New Yorker khen Lưu Từ Hân là "Arthur C. Clarke của Trung Quốc" và nhận xét là "trong truyện khoa học viễn tưởng Mỹ... tương lai của nhân loại thường rất giống quá khứ của Hoa Kỳ. Với người đọc Mỹ, truyện của Từ Hân thú vị ở chỗ tác giả sáng tác dựa trên cơ sở hoàn toàn khác", là lịch sử và chính trị Trung Quốc.

## Bộ ba truyện
Cuốn hai và ba trong bộ ba truyện Chuyện cũ Trái Đất là:
- Khu rừng đen tối (黑暗森林), 2008; bản dịch tiếng Việt của Lục Hương do Nhã Nam xuất bản năm 2019
- Tử thần sống mãi (死神永生), 2010; bản dịch tiếng Anh của Lưu Vũ Côn do Tor Books xuất bản năm 2016

## Bản dịch
- Tiếng Anh: The Three Body Problem, 2014
- Tiếng Ba Lan: Problem trzech ciał, 2017
- Tiếng Balgariya: Трите тела , 2020
- Tiếng Bồ Đào Nha: O Problema dos Três Corpos, 2016
- Tiếng Đức: Die drei Sonnen, 2016
- Tiếng Hà Lan: Het drielichamenprobleem, 2020
- Tiếng Hàn: 삼체, 2013
- Tiếng Hy Lạp: Το πρόβλημα των τριών σωμάτων, 2016
- Tiếng Hung: A Háromtest-probléma, 2016
- Tiếng Ý: Il problema dei tre corpi, 2017
- Tiếng Lietuva: Trijų kūnų problema, 2020
- Tiếng Mông: Гурван биет, 2019
- Tiếng Na Uy: Trelegemeproblemet, 2019
- Tiếng Nga: Задача трех тел, 2016
- Tiếng Nhật: 三体, 2019
- Tiếng Pháp: Le Problème à trois corps, 2016
- Tiếng Phần Lan: Kolmen kappaleen probleema, 2018
- Tiếng România: Problema celor trei corpuri, 2017
- Tiếng Srbija: Problem tri tela 2019
- Tiếng Tây Ban Nha: El problema de los tres cuerpos, 2016
- Tiếng Thái: ดาวซานถี่ อุบัติการสงครามล้างโลก, 2016
- Tiếng Thổ Nhĩ Kỳ: Üç Cisim Problemi, 2015
- Tiếng Tiệp: Problém tří těles, 2017
- Tiếng Ukrayina: Проблема трьох тіл, 2017
- Tiếng Việt: Tam Thể, 2016

## Chuyển thể
Tam Thể 三体 là bộ phim ba chiều khoa học viễn tưởng Trung Quốc đang được chế tác, nhưng bị tạm ngưng, phổ từ bộ Tam Thể của Lưu Từ Hân, có diễn viên Phùng Thiệu Phong và Trương Tĩnh Sơ giữ vai.
Một bộ phim nhiều tập phỏng theo quyển tiểu thuyết đang được Netflix chế tác mang tên Bài toán 3 vật thể, với David Benioff, D.B. Weiss và Alexander Woo biên kịch và đạo diễn.